# NITRO MICROPHONE UNDERGROUND
NITRO MICROPHONE UNDERGROUND（ニトロ・マイクロフォン・アンダーグラウンド）は、1998年に結成された日本のヒップホップグループ。略称はニトロ、ナイトロ、NMU。2012年に突然の活動休止を発表。その後、7年の月日を経て、デビュー20年の節目にあたる2019年に活動再開。

## メンバー
- GORE-TEX（ゴアテックス、本名：宮森智弘、1975年 - ）
- DELI（デリ、本名：三木幸仁、1975年 - ）

2014年11月より千葉県松戸市議会議員。
- BIGZAM（ビグザム、本名：新谷広幸、1978年 -  ）
- XBS（エックスビーエス、本名：深見展啓）

株式会社UNDERGROUNDの代表を務め、オリジナルブランド「NITRICH」「NITRAID」を立ち上げカジュアル衣料を販売。2013年に倒産。。
- SUIKEN（スイケン、本名：桑田佳明、1975年 - ）
- DABO（ダボ、本名：芦田大介、1975年 - ）

2014年にレーベル「FEEL NO PAIN」をDJ YAKKO、DJ SAATと共に設立。
- MACKA-CHIN（マッカチン、本名：吉田由照、1974年 - ）

### 元メンバー
- S-WORD（スウォード、本名：下村善正、1975年 - ）

## 来歴
- 1998年
  - NITRO MICROPHONE UNDERGROUND名義での最初の楽曲「REQUIEM」を発表。MACKA-CHIN、GORE-TEX、S-WORDが参加。

- 1999年
  - E.P.『NITRO WORKS』を発売。

- 2000年
  - GORE-TEX、XBS、S-WORDがファッションブランド「Nitrow」を立ち上げる。
  - 10月7日、デビューアルバム『NITRO MICROPHONE UNDERGROUND』をReality Recordsから限定2万枚で発売し、即完売。同年12月27日にメジャーレーベルDef Jam Japanからリパッケージされ再発された。15万枚以上のセールスを記録。その後、全国ツアーを敢行。
  - ヒップホップ専門誌「blast」でベストグループ、ベストアルバムの2冠を達成。アメリカのヒップホップマガジン「SOURCE」に取り上げられた。

- 2001年
  - フジロック・フェスティバルに出演。

- 2003年
  - 2月、シングル「NITRICH/SPARK DA L」を新星堂にて限定3万枚発売し、即完売。オリコン・インディーズチャート1位、年間チャート21位。

- 2004年
  - 1月1日、EP『UPRISING』を発売。13万枚以上のセールスを記録。
  - 8月25日、2ndアルバム『STRAIGHT FROM THE UNDERGROUND』を発売。Big Bassこと、ブライアン・ガードナーがマスタリング・エンジニアを担当[3]。ロサンゼルスでミュージックビデオを撮影。オリコン・アルバムウィークリーチャート4位。

- 2005年
  - 3月23日、初のDVD「NITRO REFLECTIONS」を発売[広報 1]。
  - 12月3日、特定非営利活動法人ほっとけない世界のまずしさが主催したホワイトバンドプロジェクトに参加。スチールポートレート冊子や、さいたまスーパーアリーナにて開催されたイベントWhite Band FES.に出演。

- 2006年
  - 4月2日、Springroove 2006に出演。
  - 4月7日、EP『UNRELEASED』をタワーレコードにて数量限定発売。
  - NITRICH主動による会員制クラブ「NITRO CAMP」を立ち上げ、年に一回行われていた同名のライブイベント「NITROCAMP」をスタート。

- 2007年
  - 5月23日、「NITROCAMP」のライブ映像を収録したDVD『NITRO CAMP‘06 ＠SHIBUYA-AX』をリリース。
  - ナイキのスニーカーAIR FORCE 1のアイコンとして抜擢され、AIR FORCE 1生誕25周年記念オフィシャルソングとしてiTunes先行配信シングル「SPECIAL FORCE」をリリース。
  - 『The Chronicle』を限定生産CD+DVDという形で発売。
  - 11月7日、3rdアルバム『SPECIAL FORCE』をNIKE JAPANのサポートにより発売。
  - 日本全国を回るホールツアー「SPECIAL FORCE ツアー」をNIKE JAPANのサポートにより敢行。
  - 渋谷ON AIR EASTで「NITROCAMP ’07」開催。

- 2008年
  - 7月16日、「SPECIAL FORCE ツアー」のライブ映像を収録したDVD『SPECIAL FORCE TOUR』をリリース。
  - 初のアジアツアーの第一弾である「NITRO IN KINDOM OF THAILAND」を敢行。 NIKE JAPANとNIKE THAILANDのバックアップのもとバンコクにてライブを行った。
  - 渋谷ON AIR EASTで「NITROCAMP ’08」開催。
  - 12月31日、EP『BACK AGAIN』を発売。アメリカの自動車メーカークライスラーの車種ダッジ・ナイトロのイメージソング「COME AGAIN」を収録。

- 2009年
  - 8月5日、結成十周年記念作品として初のベスト盤となる『NITRO 99×09』を発売。
  - 結成十周年記念モデルスニーカーである「NITRO AIR FORCE 1」がNIKE JAPANのサポートにより制作され、発売。
  - 結成十周年特別プログラムの「NITRO CAMP ’09」をSHIBUYA-AXで開催。
  - 屋敷豪太率いるフルバンドにてバンドセットを組み、NITRO BANDを結成。
  - アジアツアーの第2弾である「NITRO IN TAIWAN」を敢行。台北と高雄での二回にわたる公演で、台北では地元のファッションブランドとのコラボレーションイベントを行い、高雄ではブレイクダンス集団のRock Steady CrewやラッパーXZIBITと同じステージにてライブを行う。

- 2010年
  - 川崎クラブチッタで「NITRO CAMP ’10」開催。

- 2011年
  - 1月1日、4thフルアルバム『THE LABORATORY』をリリース。実験的な面白みとクラシック感を持ち合わせるように意識しながらもラフかつタフに制作された[4][5]。

- 2012年
  - 5月30日、DVD「NITRO MICROPHONE UNDERGROUND LIVE DVD 10-11」の発売をもって活動休止[6]。
  - オフィシャルメンバーズクラブ「NITRO CAMP」の運営が終了、及びオフィシャルサイトが閉鎖。

- 2019年
  - 5月7日、活動休止から7年ぶりの新曲「LIVE19」のMVをYouTubeで公開
  - 6月20日にTsutaya O-EASTにてワンマンライブ「LIVE19」を行う[7]。

- 2020年
  - 1月31日、前日に行われた「LIVE20」をもってS-WORDが脱退したことを発表[8]。

- 2024年
  - 2月17日、BAD HOPのメンバーであるBenjazzy、YZERR、Tiji Jojo、Barkとコラボレーションした「8BALL CYPHER」のミュージック・ビデオが公開された。NITRO MICROPHONE UNDERGROUNDの楽曲「NITRO MICROPHONE UNDERGROUND」をサンプリングしている[9]。

## 派生ユニット

### MABO
DABOとMACKA-CHINによるユニット。2003年、ラッパ我リヤ主演の映画『3on3』のサウンドトラックに「カスタマイズ」で参加。その後、スタジオ・アルバムとリミックス・アルバムを1枚ずつ発表。

### MONTIEN
2004年にSUIKEN、MACKA-CHIN、シンガーのTinaの3人でヒップホップユニットMONTIEN（モンティエン）を結成。ユニット名はタイ語で「王家の家」という意味。2006年までにミニアルバム2枚、スタジオ・アルバムを1枚発表。

### 東京弐拾伍時
2014年7月13日、Dabo & Macka-chin & Suiken & S-word名義でシングル「東京弐拾伍時」をManhattan Recordingsより発売。2015年には同メンバーでユニット東京弐拾伍時（とうきょうにじゅうごじ）を結成し、ミニアルバム『TOKYO 25:00』を同年7月22日に発売。

## ディスコグラフィ

### シングル
- REQUIEM（1998年）

初のNITRO MICROPHONE UNDERGROUND名義の作品
- NITRICH/SPARK DA L（2003年2月）

新星堂にて3万枚限定発売。後に『NITRO X 99-09』に収録。
- ナンカナイノカヨ（2020年9月18日）

12"シングルレコード

### 配信限定シングル
| 発売日         | タイトル         | レーベル        |
| -------------- | ---------------- | --------------- |
| 2020年1月10日  | 歩くTOKYO        | acehigh records |
| 2020年7月31日  | ナンカナイノカヨ | acehigh records |
| 2021年12月17日 | ALGO             | acehigh records |
| 2022年10月29日 | FIRE             | acehigh records |
| 2022年11月12日 | Choose One       | acehigh records |
| 2022年12月2日  | ケモノミチ       | acehigh records |

### アルバム
|   | 発売日         | タイトル                      | レーベル                |
| - | -------------- | ----------------------------- | ----------------------- |
| 1 | 2000年10月7日  | NITRO MICROPHONE UNDERGROUND  | Reality Records         |
| 1 | 2000年12月27日 | NITRO MICROPHONE UNDERGROUND  | Def Jam Japan           |
| 2 | 2004年8月25日  | STRAIGHT FROM THE UNDERGROUND | コロムビア              |
| 3 | 2007年11月7日  | SPECIAL FORCE                 | コロムビア              |
| 4 | 2011年1月1日   | THE LABORATORY                | コロムビア              |
| 5 | 2022年12月10日 | SE7EN                         | NITRICH/acehigh records |

### ミニアルバム
|   | 発売日         | タイトル    | レーベル        | 備考                                           |
| - | -------------- | ----------- | --------------- | ---------------------------------------------- |
| 1 | 1999年11月5日  | NITRO WORKS | Reality Records |                                                |
| 2 | 2004年1月1日   | UPRISING    | コロムビア      |                                                |
| 3 | 2006年4月7日   | unreleased  | NITRICH         | タワーレコードにて数量限定発売。未発表音源集。 |
| 4 | 2008年12月31日 | BACK AGAIN  | コロムビア      |                                                |

### ベストアルバム
- NITRO X 99-09（2009年8月5日、コロムビア）

「コンプリート盤」はCD2枚+DVDの3枚組

### DVD
| 発売日         | タイトル                                    | レーベル   | 備考                                   |
| -------------- | ------------------------------------------- | ---------- | -------------------------------------- |
| 2005年3月23日  | NITRO REFLECTIONS                           | コロムビア | DVD(PV6曲)+CD(REMIX2曲)                |
| 2007年5月23日  | NITRO CAMP 06'                              | コロムビア | LIVE DVD                               |
| 2007年9月19日  | The Chronicle                               | コロムビア | DVD(PV1曲+LIVE1曲)+CD(未発表曲含む3曲) |
| 2007年9月19日  | SPECIAL FORCE TOUR LIVE DVD                 | コロムビア | DVD(LIVE)+CD(新曲1曲+REMIX1曲)         |
| 2009年11月25日 | NITRO CAMP '09 -10TH ANNIVERSARY SPECIAL-   | コロムビア | LIVE DVD                               |
| 2012年5月30日  | NITRO MICROPHONE UNDERGROUND LIVE DVD 10-11 | コロムビア | LIVE DVD                               |

### MABO

#### 客演
- 『3on3』（サウンドトラック、2003年4月23日、ハッピーハウス）

2曲目「カスタマイズ」で参加。
- SUIKEN×S-WORD - 『HYBRID LINK』（2005年7月20日、acehigh records）

PARTY sideの3曲目、「TAIPO featuring MABO」に参加。

### 東京弐拾伍時

#### シングル
- 東京弐拾伍時（2014年7月13日、Manhattan Recordings）

Dabo & Macka-chin & Suiken & S-word名義

#### ミニアルバム
- TOKYO 25:00（2015年7月22日、Manhattan Recordings）

### 全メンバーがラップで参加する楽曲
※斜体はシングル
| アーティスト                 | 収録作品                      | 楽曲名                                   |
| ---------------------------- | ----------------------------- | ---------------------------------------- |
| NITRO MICROPHONE UNDERGROUND | NITRO MICROPHONE UNDERGROUND  | NITRO MICROPHONE UNDERGROUND             |
| NITRO MICROPHONE UNDERGROUND | NITRO MICROPHONE UNDERGROUND  | 45 FINGAZ OF DEATH                       |
| NITRO MICROPHONE UNDERGROUND | NITRICH/SPARK DA L            | NITRICH                                  |
| NITRO MICROPHONE UNDERGROUND | NITRICH/SPARK DA L            | SPARK DA L                               |
| NITRO MICROPHONE UNDERGROUND | STRAIGHT FROM THE UNDERGROUND | STRAIGHT FROM THE UNDERGROUND            |
| NITRO MICROPHONE UNDERGROUND | STRAIGHT FROM THE UNDERGROUND | DOWN THE LINE                            |
| NITRO MICROPHONE UNDERGROUND | STRAIGHT FROM THE UNDERGROUND | STILL SHININ'                            |
| NITRO MICROPHONE UNDERGROUND | unreleased                    | 大脱走                                   |
| NITRO MICROPHONE UNDERGROUND | The Chronicle                 | The Chronicle                            |
| NITRO MICROPHONE UNDERGROUND | SPECIAL FORCE                 | SPECIAL FORCE                            |
| NITRO MICROPHONE UNDERGROUND | SPECIAL FORCE                 | DEAD HEAT feat. KASHI DA HANDSOME        |
| NITRO MICROPHONE UNDERGROUND | SPECIAL FORCE                 | SPEND THE TIME                           |
| NITRO MICROPHONE UNDERGROUND | BACK AGAIN                    | SCRAMBLE                                 |
| NITRO MICROPHONE UNDERGROUND | BACK AGAIN                    | カマゲン                                 |
| NITRO MICROPHONE UNDERGROUND | THE LABORATORY                | THE ANTHEM                               |
| NITRO MICROPHONE UNDERGROUND | THE LABORATORY                | NITRO EXPRESS                            |
| NITRO MICROPHONE UNDERGROUND | THE LABORATORY                | DA ORIGINATOR                            |
| NITRO MICROPHONE UNDERGROUND | NITRO X 99-09                 | Live 09                                  |
| MACKA-CHIN                   | CHIN ATTACK                   | 適当強盗 a.k.a. 春夏秋冬                 |
| S-WORD                       | STAR ILL WARZ                 | BIG BANGZ                                |
| GORE-TEX                     | RELOAD                        | Black List                               |
| DJ HAZIME                    | Ain't No Stoppin' The DJ      | On The Wheelz Of Steel (What's My Name?) |
| SUIKEN                       | HOT IN POT                    | NIGHT RIDERS                             |

## ミュージックビデオ
| 公開日 | 監督                      | 曲名                          | 備考                                      |
| ------ | ------------------------- | ----------------------------- | ----------------------------------------- |
| 2000年 | B+                        | NITRO MICROPHONE UNDERGROUND  |                                           |
| 2004年 | JFKK                      | STRAIGHT FROM THE UNDERGROUND |                                           |
| 2004年 | JFKK                      | 悪戯伝話                      |                                           |
| 2004年 | Gary Breslin and Sam Cole | STILL SHININ'                 | 「AM Ver.」と「PM Ver.」の2種類が存在する |
| 2007年 | w+k tokyo                 | SPECIAL FORCE                 |                                           |
| 2008年 | 13th Witness              | カマゲン                      |                                           |
| 2009年 | EIGHT / KAMIYAMA RYOJI    | LIVE 09                       |                                           |
| 2021年 | Densuke28                 | ALGO                          |                                           |

#### 広報資料・プレスリリースなど一次資料
1. ↑  NITRO MICROPHONE UNDERGROUND『NITRO REFLECTIONS』2005.3/23発売
2. ↑  東京弐拾伍時 | レコード・CD通販のマンハッタンレコード通販サイト
3. ↑  DABO, MACKA-CHIN, SUIKEN & S-WORD"東京弐拾伍時" - YouTube